# 科克蘇區
科克蘇區是哈薩克斯坦的行政區，位於該國東南部，由杰特苏州負責管轄，首府設於巴尔佩克比，始建於1944年，面積7,100平方公里，2013年人口39,617。